# 친허연대
친허연대(親許連帶, 영어: Pro-Huh Coalition)는 허경영 지지자를 중심으로 창당을 준비했던 대한민국의 정당이다. 공화당과 통합을 선언하며 소멸하였다.

## 같이 보기
- 대한민국 제20대 국회의원 선거
- 신동욱
- 미래희망연대(참주인연합, 미래한국당, 친박연대)
- 국가혁명당